# Xã Lewis, Quận Pottawattamie, Iowa
Xã Lewis (tiếng Anh: Lewis Township) là một xã thuộc quận Pottawattamie, tiểu bang Iowa, Hoa Kỳ. Năm 2010, dân số của xã này là 12.954 người.